# Дентевиль, Жан де
Жан де Дентевиль (фр. Jean de Dinteville; 21 сентября 1504 — 1555, Полизи), сеньор де Полизи и де Тенельер — французский придворный и дипломат, рыцарь ордена короля.

## Биография
Младший сын Клода де Жокур (фр.) де Дентевиля (~1413-1477), королевского дворцового распорядителя, и Жанны де Лабом.
Занимал должность бальи Труа, был воспитателем Карла Французского, герцога Орлеанского, а в начале 1530-х годов послом в Англии при дворе Генриха VIII.
Широко известен, как один из персонажей знаменитой картины Ханса Гольбейна Младшего «Послы» (1533), изображающей Дентевиля (слева), Жоржа де Сельва, епископа Лавора (справа), прибывшего в Лондон в апреле того года, и анаморфозу человеческого черепа (внизу). Предположительно, Дентевиль был заказчиком картины, представляющей аллегорию жизни деятельной (vita activa, Дентевиль, дворянство шпаги) и созерцательной (vita contemplativa, Сельв, дворянство пера).
Предположительно, Дентевиль также изображен на картине Приматиччо, изображающей дворянина в образе Святого Георгия.
Умер от паралича в 1555 году. Был холост.

## Внешние ссылки
- Jean de Dinteville
- Ганс Гольбейн. Послы (1533)
- Искусство ренессанса: как читать картину «Послы» Ганса Гольбейна
- Portrait of Jean de Dinteville, Seigneur de Polisy

Ханс Гольбейн Младший «Послы» (1533). Лондонская национальная галерея
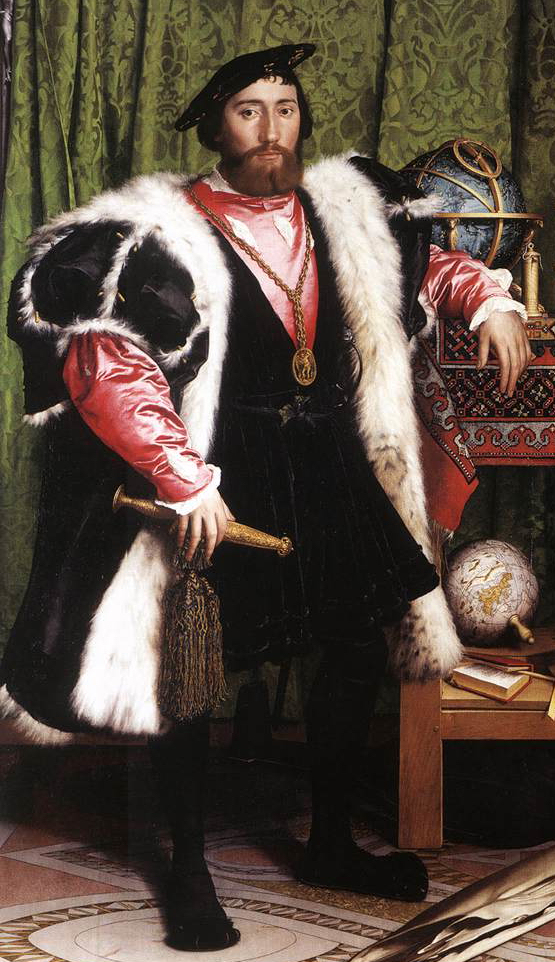
Жан де Дентевиль (фрагмент картины «Послы»)
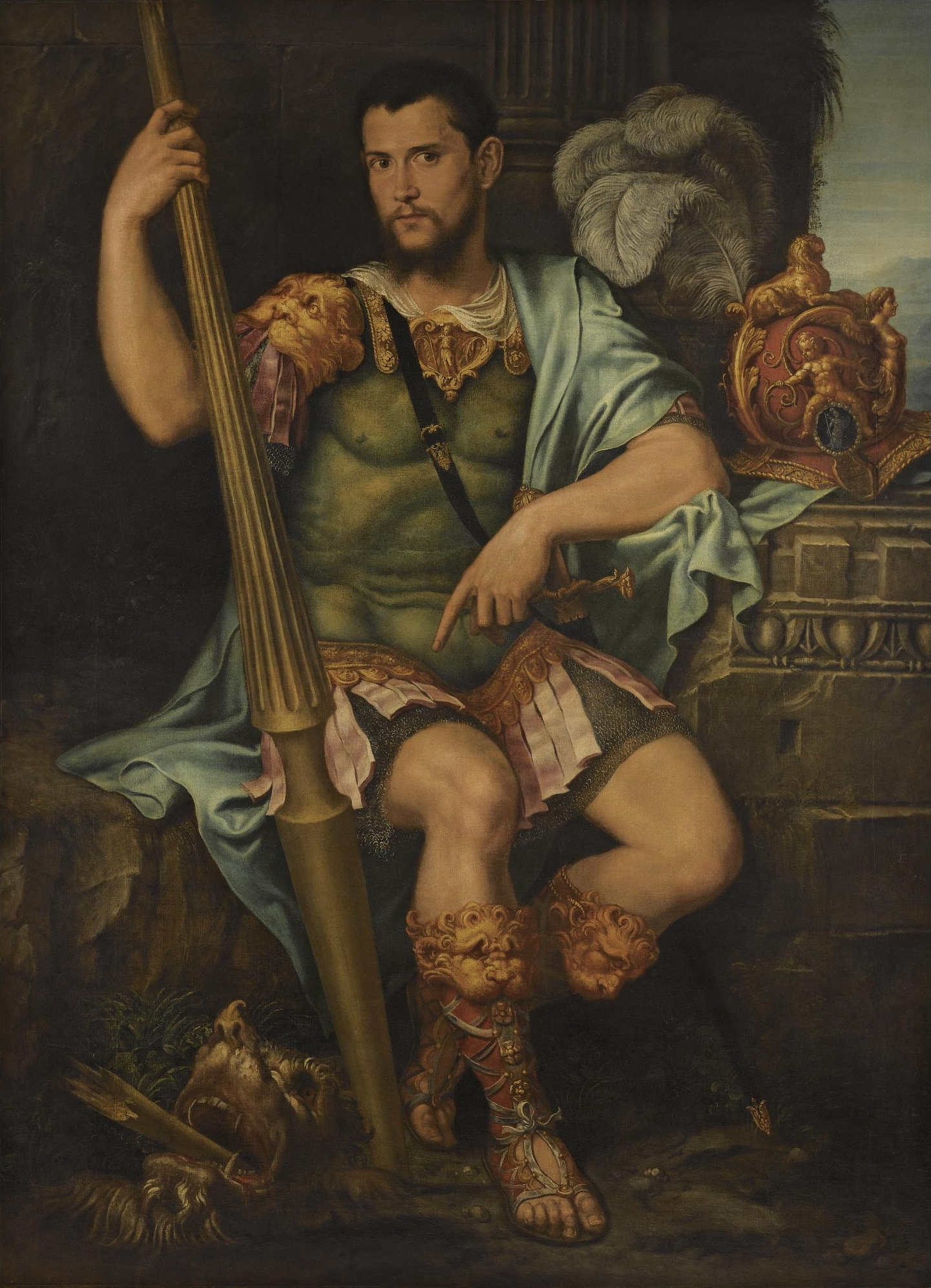
Приматиччо. Портрет дворянина в образе Святого Георгия